# Bruceloza psów
Bruceloza psów – groźna choroba zakaźna psów wywoływana przez bakterię Gram-ujemną Brucella canis.

U samców choroba ta powoduje zapalenie jąder i najądrzy, co w konsekwencji prowadzi do niepłodności. W ostrych przypadkach powoduje nawet zanik jąder.
W przypadku suk doprowadza do poronień, co w konsekwencji doprowadza do długotrwałego wycieku z dróg rodnych trwający nawet do 6 tygodni. W krańcowych przypadkach doprowadza do niepłodności.
Choroba ta może pojawiać się u psów bez żadnych widocznych objawów. Nosiciele tych zarazków mogą zaś rozsiewać je i zakażać innych.

Do zakażenia może dojść przez kontakt błon śluzowych z wydzieliną z pochwy, z moczem, czy też z nasieniem, jak również z poronionymi płodami.
Leczenie jest długotrwałe i nie do końca dające wymierne efekty w postaci wyleczenia.